# Планински зујавац
Планински зујавац (грч. Eudromias morinellus) је мала птица мочварних станишта из породице жалара. То је једина врста смештена у род грч. Eudromias.
Планински зујавац је птица смеђе-црних пруга са широком, белом пругом око очију и наранџасто-црвеном траком на грудима када је у гнездећем перју. Женка је шаренија од мужјака. Птица је питомa и није сумњичава, а израз енгл. „dotterel“ је презриво коришћен у смислу старе будале.
Планински зујавац је миграторна врста, која се гнезди у северној Европи и Евросибиру, а зими мигрира на југ у Северну Африку и Блиски исток. Гнезди се у голом удубљењу на земљи и полаже два до четири јаја. Мужјак инкубира јаја и одгаја птиће, док женка одлази да пронађе другог мужјака и положи још једно легло јаја. То је птица са широким ареалом, а Међународна унија за заштиту природе је оценила као „најмање угрожени таксон“.

## Таксономија и етимологија
Планинског зујавца је раније описао шведски природњак Карл фон Лине 1758. године у десетом издању своје „Systema Naturae“ под биномним именом грч. Charadrius morinellus. Врста је премештена из рода грч. Charadrius у васкрснути род грч. Eudromias када су филогенетске студије откриле да је грч. Charadrius био парафилетичан Род грч. Eudromias је првобитно увео 1830. године немачки орнитолог Кристијан Лудвиг Брем. Име рода грч. Eudromias је старогрчког порекла и значи „добар тркач“. Специфични назив грч. morinellus потиче од старогрчке речи грч. moros, што значи „глуп“, због поверљиве природе птице.
Енглески назив датира из 1440. године када се користио за означавање птице, а такође и као увреда за некога ко се сматрао наивном или лењом особом. Која је употреба најстарија није најјасније, али веза је његова питома и неопрезна природа, што га је чинило лаким за хватање; његово шкотско-гелско име је amadan-mòintich, „будала са вреса“. Краљ Џејмс VI и ја смо сваке године ишли у Ројстон, Хартфордшир, да ловимо планинске зујавце.  Такође је био цењен као деликатес; 1534. године, краљици Ани Болен је поклоњен „пар нараменица од зујаваца“.

## Опис
Овај вивак је мањи и компактнији од златног вивка (лат. Pluvialis apricaria). Има упечатљиву беличасту обрву у свим перјима и светлија крила у лету. Одрасле јединке лети се лако препознају, са кестењастим грудима оивиченим одозго белим, црним стомаком и топло-смеђим леђима. Ноге су жуте, а кратки кљун је црне боје. Као и код лисконогих, женка је светлија од мужјака.Птицама током зиме недостаје богата обојеност доњег дела тела, осим беле линије груди, а одозго су сивије. Младе птице су сличне, али имају љускав изглед на леђима. Оглашавање у лету је тихи "пиурр" . Женкина песма је једноставно, понављајуће звиждукање.

## Распрострањеност и станиште
Гнезди се у арктичкој тундри северног Евросибира, од Норвешке до источног Сибира, и на погодним планинским висоравнима као што су Шкотске висоравни и Алпи . Ова врста је миграторна, зимује у уском појасу преко северне Африке од Марока према истоку па све до Ирана. Заустављања током миграције су традиционална, а мања јата зујаваца пролазе сваке године на обрадивим или травнатим местима у унутрашњости. Зимско станиште је полупустиња.

## Понашање и екологија
Исхрана зујаваца састоји се од инсеката и других малих бескичмењака као што су пужеви, црви и шкољке. Карактеристична техника лова је трчање и паузирање, уместо сталним сондирањем које користе друге птице мочварних станишта.
Мужјак зујавца је генерално одговоран за инкубацију и брине о птићима. У већини случајева, мужјак успешно спречава друге мужјаке да узму његову партнерку и оплоде њена јаја. Обично узгаја птиће чији је отац, а само 4,6% (2/44) птића нису били генетски потомци мужјака који се брину о њима, што одговара 9,1% (2/22) погођених легла.

## Статус
То је релативно честа врста са широким ареалом. Чини се да популације опадају споро, али не и алармантно, а Међународна унија за заштиту природе је оценила ову врсту као „ најмање угрожени таксон“. Истраживање објављено 2015. године показало је пад броја зујаваца у Шкотској између 1987. и 2011. године, са 980 на 423 мужјака за размножавање - што представља пад од 57%. Планински зујавац је једна од врста на коју се примењује Споразум о очувању афро-евроазијских птица селица водених станишта (AEWA).

## Галерија
- Мужјак са птићима
- Младунче
- Женка са птићем
- Гнездо
- Јато на земљи и у лету
- Јаје – MHNT